# Gisa Sport-Prototipi
GISA ou  Gisa Sport-Prototipi  é um fabricante italiano, sediado em Sicília, de protótipos esportivos da classe CN destinados a campeonatos de Corrida de montanha e Sport Protótipos.

## História
GISA nasceu em Biancavilla, uma comuna nas encostas de Etna, na Sicília. Foi fundada em 1991 devido à vontade e paixão de Salvatore Giardina, após uma intensa atividade que amadureceu no mundo das competições como motorista.

## Automóveis
Os carros GISA são de dois lugares e monolugares, com uma estrutura de aço tubular rígida semi-suportada, coberta com painéis de ligas de alumínio super leves ou painéis de fibra de carbono moldados. As suspensões dianteira e traseira são formadas por triângulos sobrepostos (Push Road) com amortecedores e molas produzidos pela própria empresa; mediante solicitação, além de um motor produzido por si próprio; eles podem ser combinados com motores de vários fabricantes de automóveis (Alfa Romeo, BMW, Renault) e uma caixa de velocidades sequencial FTR / JFR da Hewland e controles do volante. Pode variar na configuração convencional (Ant. 8.2 / 20.0-13 Post. 12.5 / 23.0-13), (Ant. 7.5 / 20.0-13 Post. 10.5 / 23.0-13) e radial (Ant. 195 / 530-13 Post 290 / 570-13), (Ant. 195 / 530-13 Post. 250 / 570-13). O sistema de frenagem dupla geralmente consiste em pinças de 4 pistões e discos dianteiros e traseiros auto-ventilados. O tanque de borracha (FIA) está disponível com 12 L de capacidade para competições em subida e 45 L para competições em pista.

## GISA Engine
O atual "motor GISA" tem um peso total de 70 kg. É um motor em linha de 4 cilindros com um deslocamento de 1570 cm³ que consegue fornecer 245 HP a um regime máximo de 12100 rotações e 248 cv.